# El Varal, Michoacán de Ocampo
El Varal är en ort i Mexiko.   Den ligger i kommunen Parácuaro och delstaten Michoacán de Ocampo, i den södra delen av landet, 300 km väster om huvudstaden Mexico City. El Varal ligger 282 meter över havet och antalet invånare är 308.
Terrängen runt El Varal är platt åt sydost, men åt nordväst är den kuperad. Runt El Varal är det ganska tätbefolkat, med 60 invånare per kvadratkilometer. Närmaste större samhälle är Apatzingán, 13,4 km nordväst om El Varal. I omgivningarna runt El Varal växer huvudsakligen savannskog.